# Tournament of Champions (Squash)
Das J. P. Morgan Tournament of Champions ist ein jährlich stattfindendes Squashturnier für Herren und Damen. Es findet in New York City statt und ist jeweils Teil der PSA World Series der Herren und der WSA World Series der Damen.
In den letzten Jahren wurde das Turnier im Grand Central Terminal in Manhattan ausgerichtet.
Das Herrenturnier wurde 1930 ins Leben gerufen und gehört aktuell zur Kategorie World Series Gold, der dritthöchsten Wertungskategorie. Das Gesamtpreisgeld beträgt somit 115.000 US-Dollar. Bei den Damen gehört das seit 2001 ausgetragene Turnier zur Kategorie Gold und hat ein Gesamtpreisgeld in Höhe von 50.000 US-Dollar.
In früheren Jahren trug das Turnier den Namen US Professional Championships.

## Sieger

### Herren

#### Seit 1993
| Jahr | Sieger                                     | Finalgegner                                | Ergebnis                                   |
| ---- | ------------------------------------------ | ------------------------------------------ | ------------------------------------------ |
| 2025 | Ali Farag                                  | Diego Elías                                | 9:11, 12:10, 14:12, 11:1                   |
| 2024 | Ali Farag                                  | Diego Elías                                | 7:11, 11:6, 11:4, 9:11, 11:5               |
| 2023 | Diego Elías                                | Marwan Elshorbagy                          | 11:2, 11:6, 11:4                           |
| 2022 | Ali Farag                                  | Diego Elías                                | 16:14, 9:11, 11:9, 11:5                    |
| 2021 | aufgrund der COVID-19-Pandemie ausgefallen | aufgrund der COVID-19-Pandemie ausgefallen | aufgrund der COVID-19-Pandemie ausgefallen |
| 2020 | Mohamed Elshorbagy                         | Tarek Momen                                | 9:11, 11:7, 11:7, 11:5                     |
| 2019 | Ali Farag                                  | Mohamed Elshorbagy                         | 10:12, 6:11, 11:6, 11:3, 11:8              |
| 2018 | Simon Rösner                               | Tarek Momen                                | 11:8, 11:9, 6:11, 11:5                     |
| 2017 | Karim Abdel Gawad                          | Grégory Gaultier                           | 6:11, 11:6, 12:10, 11:6                    |
| 2016 | Mohamed Elshorbagy                         | Nick Matthew                               | 8:11, 11:6, 11:8, 6:11, 11:6               |
| 2015 | Mohamed Elshorbagy                         | Nick Matthew                               | 5:11, 11:9, 11:8, 12:10                    |
| 2014 | Amr Shabana                                | Grégory Gaultier                           | 11:8, 11:3, 11:4                           |
| 2013 | Ramy Ashour                                | Grégory Gaultier                           | 6:11, 7:11, 12:10, 11:3, 11:1              |
| 2012 | Nick Matthew                               | James Willstrop                            | 8:11, 11:9, 11:5, 11:7                     |
| 2011 | Ramy Ashour                                | Nick Matthew                               | 11:3, 11:7, 9:11, 11:7                     |
| 2010 | James Willstrop                            | Ramy Ashour                                | 12:10, 11:5, 9:11, 11:3                    |
| 2009 | Grégory Gaultier                           | Nick Matthew                               | 11:9, 2:11, 11:8, 11:4                     |
| 2008 | Ramy Ashour                                | James Willstrop                            | 11:7, 13:11, 11:9                          |
| 2007 | Amr Shabana                                | Anthony Ricketts                           | 7:11, 11:3, 8:4 Aufgabe                    |
| 2006 | Amr Shabana                                | Nick Matthew                               | 11:6, 11:9, 11:4                           |
| 2005 | Anthony Ricketts                           | Thierry Lincou                             | 12:10, 7:11, 11:9, 6:11, 11:7              |
| 2004 | Peter Nicol                                | John White                                 | 15:10, 17:15, 15:12                        |
| 2003 | Peter Nicol                                | Thierry Lincou                             | 15:11, 12:15, 15:10, 15:4                  |
| 2002 | Jonathon Power                             | Peter Nicol                                | 15:6, 15:8, 15:10                          |
| 2001 | Peter Nicol                                | Jonathon Power                             | 15:9, 15:12, 13:15, 13:15, 15:11           |
| 2000 | Jonathon Power                             | Martin Heath                               | 12:15, 15:10, 15:11, 15:10                 |
| 1999 | Jonathon Power                             | Ahmed Barada                               | 15:12, 13:15, 16:17, 15:7, 15:13           |
| 1998 | Nicht ausgetragen                          | Nicht ausgetragen                          | Nicht ausgetragen                          |
| 1997 | Nicht ausgetragen                          | Nicht ausgetragen                          | Nicht ausgetragen                          |
| 1996 | Jonathon Power                             | Craig Rowland                              | 15:4, 9:15, 15:10, 16:17, 15:9             |
| 1995 | Jansher Khan                               | Rodney Eyles                               | 15:5, 15:8, 15:10                          |
| 1994 | Rodney Eyles                               | Brett Martin                               | 9:15, 15:12, 15:12, 17:14                  |
| 1993 | Jansher Khan                               | Chris Dittmar                              | 15:7, 12:15, 15:4, 15:9                    |

#### 1930 bis 1992
| Jahr | Sieger              |
| ---- | ------------------- |
| 1992 | Jansher Khan        |
| 1991 | Kenton Jernigan     |
| 1990 | Mark Talbott        |
| 1989 | Mark Talbott        |
| 1988 | Mark Talbott        |
| 1987 | Mark Talbott        |
| 1986 | Mario Sánchez       |
| 1985 | Jahangir Khan       |
| 1984 | Jahangir Khan       |
| 1983 | Mark Talbott        |
| 1982 | Clive Caldwell      |
| 1981 | Michael Desaulniers |
| 1980 | Clive Caldwell      |
| 1979 | Sharif Khan         |
| 1978 | Stuart Goldstein    |
| 1977 | Sharif Khan         |
| 1976 | Sharif Khan         |
| 1975 | Sharif Khan         |
| 1974 | Sharif Khan         |
| 1973 | Sharif Khan         |
| 1972 | Sharif Khan         |
| 1971 | Sharif Khan         |
| 1970 | Sharif Khan         |
| 1969 | Mo Khan             |
| 1968 | Mo Khan             |
| 1967 | Mo Khan             |
| 1966 | Mo Khan             |
| 1965 | Mo Khan             |
| 1964 | Hashim Khan         |
| 1963 | Hashim Khan         |
| 1962 | Al Chassard         |
| 1961 | Al Chassard         |
| 1960 | Raymond Widelski    |
| 1959 | Al Chassard         |
| 1958 | Mahmoud Karim       |
| 1957 | Mahmoud Karim       |
| 1956 | Al Chassard         |
| 1955 | Hashim Khan         |
| 1954 | John Warzycki       |
| 1953 | John Warzycki       |
| 1952 | Edward T. Reid      |
| 1951 | James J. Tully      |
| 1950 | Edward T. Reid      |
| 1949 | Edward T. Reid      |
| 1948 | Al Ramsay           |
| 1947 | Edward T. Reid      |
| 1946 | Lester Cummings     |
| 1945 | Zweiter Weltkrieg   |
| 1944 | Zweiter Weltkrieg   |
| 1943 | Zweiter Weltkrieg   |
| 1942 | Lester Cummings     |
| 1941 | Lester Cummings     |
| 1940 | Al Ramsay           |
| 1939 | Lester Cummings     |
| 1938 | Al Ramsay           |
| 1937 | John Skillman       |
| 1936 | James J. Tully      |
| 1935 | John Skillman       |
| 1934 | Jack Summers        |
| 1933 | John Skillman       |
| 1932 | Jack Summers        |
| 1931 | Jack Summers        |
| 1930 | Jack Summers        |

### Damen
| Jahr | Siegerin                                   | Finalgegnerin                              | Ergebnis                                   |
| ---- | ------------------------------------------ | ------------------------------------------ | ------------------------------------------ |
| 2025 | Hania El Hammamy                           | Nouran Gohar                               | 8:11, 11:8, 3:11, 11:6, 11:8               |
| 2024 | Nour El Sherbini                           | Nouran Gohar                               | 9:11, 4:11, 11:5, 11:5, 11:5               |
| 2023 | Nour El Sherbini                           | Nouran Gohar                               | 11:9, 3:1 Aufgabe                          |
| 2022 | Nouran Gohar                               | Amanda Sobhy                               | 11:7, 11:7, 11:3                           |
| 2021 | aufgrund der COVID-19-Pandemie ausgefallen | aufgrund der COVID-19-Pandemie ausgefallen | aufgrund der COVID-19-Pandemie ausgefallen |
| 2020 | Camille Serme                              | Nour El Sherbini                           | 11:8, 11:6, 11:7                           |
| 2019 | Nour El Sherbini                           | Raneem El Weleily                          | 11:9, 11:8, 11:8                           |
| 2018 | Nour El Sherbini                           | Nour El Tayeb                              | 2:11, 11:6, 4:11, 11:7, 11:7               |
| 2017 | Camille Serme                              | Laura Massaro                              | 13:11, 8:11, 4:11, 11:3, 11:7              |
| 2016 | Nour El Sherbini                           | Amanda Sobhy                               | 11:4, 9:11, 12:10, 11:9                    |
| 2015 | Raneem El Weleily                          | Alison Waters                              | 9:11, 12:10, 11:4, 11:4                    |
| 2014 | Nicol David                                | Laura Massaro                              | 11:4, 13:11, 11:8                          |
| 2013 | Natalie Grinham                            | Kasey Brown                                | 11:6, 11:6, 11:5                           |
| 2012 | Natalie Grinham                            | Dipika Pallikal                            | 11:4, 11:3, 11:3                           |
| 2011 | nicht ausgetragen                          | nicht ausgetragen                          | nicht ausgetragen                          |
| 2010 | nicht ausgetragen                          | nicht ausgetragen                          | nicht ausgetragen                          |
| 2009 | nicht ausgetragen                          | nicht ausgetragen                          | nicht ausgetragen                          |
| 2008 | Natalie Grainger                           | Shelley Kitchen                            | 11:4, 12:10, 8:11, 8:11, 11:7              |
| 2007 | Natalie Grainger                           | Vanessa Atkinson                           | 9:11, 11:7, 11:5, 11:7                     |
| 2006 | Vanessa Atkinson                           | Natalie Grainger                           | 9:6, 7:9, 9:3, 9:4                         |
| 2005 | Vanessa Atkinson                           | Linda Elriani                              | 9:6, 9:5, 9:5                              |
| 2004 | nicht ausgetragen                          | nicht ausgetragen                          | nicht ausgetragen                          |
| 2003 | Carol Owens                                | Natalie Grainger                           | 3:9, 5:9, 9:5, 9:3, 9:3                    |
| 2002 | Sarah Fitz-Gerald                          | Carol Owens                                | 9:4, 9:0, 9:3                              |
| 2001 | Sarah Fitz-Gerald                          | Vanessa Atkinson                           | 15:10, 15:10, 15:10                        |

| Einladungsturnier |